# Viss
Viss ist eine ungarische Gemeinde im Kreis Sárospatak im Komitat Borsod-Abaúj-Zemplén.

## Geografische Lage
Viss liegt in Nordungarn, 54 Kilometer nordöstlich des Komitatssitzes Miskolc und 12,5 Kilometer südwestlich der Kreisstadt Sárospatak. Nachbargemeinden sind Kenézlő, Zalkod und Olaszliszka. Drei Kilometer westlich befindet sich das Landschaftsschutzgebiet Bodrogzug.

## Sehenswürdigkeiten
- Griechisch-katholische Kapelle Istenszülő elhunyta
- Reformierte Kirche, erbaut 1895–1898
- Reliefgedenktafel Hunor und Magor (Dúl király leányainak elrablása), erschaffen von Ferenc Sidló
- Reliefgedenktafel zur Landnahme (Álmos megáldja az új hazába induló Árpád kardját), erschaffen von Ferenc Sidló
- Römisch-katholische Kirche Szentháromság, erbaut 1910

## Verkehr
Durch Viss verläuft die Landstraße Nr. 3802. Es bestehen Busverbindungen über Kenézlő nach Sárospatak. Der nächstgelegene Bahnhof befindet sich nordwestlich in Olaszliszka-Tolcsva.